# Municipio de Grandview (Dakota del Norte)
El municipio de Grandview (en inglés: Grandview Township) es un municipio ubicado en el condado de LaMoure en el estado estadounidense de Dakota del Norte. En el año 2010 tenía una población de 45 habitantes y una densidad poblacional de 0,48 personas por km².

## Geografía
El municipio de Grandview se encuentra ubicado en las coordenadas 46°30′14″N 98°20′16″O / 46.50389, -98.33778. Según la Oficina del Censo de los Estados Unidos, el municipio tiene una superficie total de 93.02 km², de la cual 92,85 km² corresponden a tierra firme y (0,19 %) 0,18 km² es agua.

## Demografía
Según el censo de 2010, había 45 personas residiendo en el municipio de Grandview. La densidad de población era de 0,48 hab./km². De los 45 habitantes, el municipio de Grandview estaba compuesto por el 97,78 % blancos, el 2,22 % eran afroamericanos. Del total de la población el 4,44 % eran hispanos o latinos de cualquier raza.